# Maria Escalaïs-Lureau
Maria Escalaïs-Lureau (née Marie-Annette Lureau le 24 février 1860 à Montreuil-sous-Bois et morte le 27 janvier 1923 à Cuxac-d'Aude) est une soprano française.

## Biographie
Elle est l’élève d’Eugène Crosti, au Conservatoire national de musique et de déclamation à Paris.
En juillet 1881, au concours de chant entre les élèves, elle obtient le deuxième prix ex æquo avec Adèle Rémy et Mlle Mansour. Au concours de juillet 1882, elle remporte le premier prix,
« À la tête des concurrentes se plaçaient naturellement les deux seconds prix de l’année dernière, Mademoiselle Rémy et Mademoiselle Lureau. Après les avoir entendues aujourd’hui, nul doute n’était possible ; le premier prix devait les couronner ex æquo. ... mademoiselle Lureau avait fait valoir la sûreté de son mécanisme dans l’air des Huguenots « O bords heureux de la Touraine ! »(sic) dont elle avait terminé la strette par un mi aigu enlevé d’un coup de gosier plus étonnant peut-être qu’agréable. Ce mi aigu seul a décroché la timbale du premier prix ; le jury devait cette récompense à l’incontestable virtuosité de Mademoise Lureau, dont la voix brillante paraîtrait sans doute un peu moins perçante dans la vaste enceinte de l’Opéra. »
— Auguste Vitu.
Elle fait ses débuts à l'Opéra de Paris, le 27 novembre 1882, dans le rôle de Marguerite dans Les Huguenots de Meyerbeer
« Le succès de Mlle Lureau a été brillant ; et il a remué à un degré inaccoutumé le public de l'Opéra, ... Au dernier concours du Conservatoire, nous n'avions pas deviné toute la valeur de cette jeune cantatrice. Il y avait, du reste, plusieurs années que le jury lui tenait rigueur. Mais elle n'en a pas moins persisté dans des études aussi , mal récompensées; et cette circonstance lui a même permis de les pousser plus loin que le point où chez d'autres elles s'arrêtent. Mlle Lureau possède aujourd'hui un talent accompli et sûr, et qui, comme on peut l'espérer, aura, avant qu'il soit longtemps, un caractère personnel très marqué. Dès les premières notes de son grand air, et en dépit de quelques intonations douteuses, on a bien vu qu'on avait devant soi une artiste et non pas quelqu'une de ces petites élèves automatiques dont, pour ainsi parler, le professeur n'a été que l'habile luthier. Et maintenant, si on nous a produit Mlle Lureau dans un rôle de chanteuse légère, c'était pour faire valoir son talent de vocaliste, qui est, en effet, très remarquable. »
— Albert de La Salle.
 et son second début dans le rôle de Mathilde de Guillaume Tell en décembre 1882,
Le 14 février 1884, elle se marie avec Léon Escalaïs, élève d’Eugène Crosti.
Elle crée le rôle d'Anahita, reine du Touran dans Le Mage de Jules Massenet, le 16 mars 1891. 
Marie Lureau abandonne sa carrière à l'Opéra de Paris en 1897, puis se consacre au professorat.